# James Wells Champney
James Wells Champney (Boston, 16 de julho de 1843 --- Boston, 1 de maio de 1903) foi um pintor, desenhista, ilustrador e gravador
norte-americano que visitando o Brasil, escreveu um livro de relatos sobre a viagem complementado com ilustrações de sua autoria.
Realizou seus primeiros estudo de arte estudando gravura sobre madeira. Em seguida, viajou à Europa onde ingressou na Academia de Antuérpia e, em Paris, aprimorou-se sobre a orientação de Edouard Frère.
Dedicou-se à pintura de gênero e à paisagem, mas ficou mais conhecido pelos seus excelentes retratos a pastel.